# Saint-Aubin-du-Plain
Saint-Aubin-du-Plain település Franciaországban, Deux-Sèvres megyében. Lakosainak száma 561 fő (2022. január 1.). Saint-Aubin-du-Plain Bressuire, Voulmentin és Argentonnay községekkel határos.

## Népesség
A település népessége az elmúlt években az alábbi módon változott:
| Lakosok száma | 571  | 558  | 572  | 550  | 544  | 540  | 547  | 554  | 561  |
|               | 2013 | 2015 | 2016 | 2017 | 2018 | 2019 | 2020 | 2021 | 2022 |